# Sphaerodactylus armstrongi
Sphaerodactylus armstrongi är en ödleart som beskrevs av  Noble och HASSLER 1933. Sphaerodactylus armstrongi ingår i släktet Sphaerodactylus och familjen geckoödlor.

## Underarter
Arten delas in i följande underarter:
- S. a. hypsinephes
- S. a. armstrongi